# Antonio Moral Segura
Antonio Moral Segura (Terrassa, 29 augustus 1981) is een gewezen Spaanse middenvelder.
Hij startte zijn profloopbaan in 2001 bij het Tercera División spelend Barcelona C.  Na dit eerste seizoen stapte hij voor twee seizoenen over naar de B ploeg van aartsrivaal Real Madrid Segunda División B .  Na omzwervingen van telkens één seizoen bij ploegen uit de Segunda División A, Celta de Vigo en CD Tenerife, bloeide hij in 2006 open bij reeksgenoot Deportivo Alavés.  In zijn derde seizoen bij deze club werd hij ontdekt door Racing Santander en tekende een driejarig op 18 december 2008.  Op 4 januari 2009 kende hij zijn debuut in de Primera División in de wedstrijd tegen Real Valladolid, maar hij scoorde slechts zijn eerste doelpunt tijdens de laatste wedstrijd van het seizoen op 31 mei 2009 tegen Getafe CF.
Het net naar Segunda División A gepromoveerde FC Cartagena ontdekte dit moeilijk begin en wilde de speler overhalen om voor haar te komen vanaf seizoen 2009-2010.  Dit mislukte zowel tijdens de zomer- als de winterstop.  Na nog één mislukt seizoen bij Racing Santander, werd het contract op 19 augustus 2010 ontbonden en verbond de speler zich voor drie seizoenen aan de Cartagenese club. Hij werd een van de publieksliefhebbers van de ploeg zonder echt de spelbepalende speler te worden.  Daarvoor waren zijn prestaties veel te wispelturing.  Het seizoen 2010-2011 was slecht, want na een teleurstellende terugronde eindigde de ploeg slechts op de dertiende plaats.  Het daaropvolgende seizoen werd nog erger en toen de ploeg het behoud niet kon veilig stellen, werd het contract van de speler ontbonden.
Voor het seizoen 2012-2013 tekende hij bij Girona FC, een ploeg die na een grote remonte zijn behoud in de Segunda División A wel had kunnen veilig stellen.  Daar vond hij twee gewezen ploegmaats van Cartagena Jesus Maria Herrero Gomez en Cristian Urbistondo Lopez terug.  Voor de ploeg werd het een succesvol seizoen, maar de speler had het moeilijk om een basisplaats te veroveren.
Daarom ging hij vanaf het seizoen 2013-2014 zijn geluk zoeken in Griekenland bij Platanias FC, een ploeg uit de Super League.  Voor deze ploeg uit Kreta zou hij maar negen maal spelen.  
Na nog een korte uitstap naar Dubai.  Hij tekende bij een ploeg op het tweede niveau, Hatta Club, maar kwam niet in actie tijdens een officiële wedstrijd. Dit luidde het einde van zijn carrière in.